# Kaodaizam
Kaodaizam (vij. Đạo Cao Đài, Chữ Hán: vij. 道高臺) je monoteistička sinkretička religija koja zadržava mnoge elemente iz vijetnamske narodne religije kao što je obožavanje predaka, kao i „etička pravila iz konfucijanizma, okultne prakse iz taoizma, teorije karme i ponovnog rođenja iz budizma, i hijerarhijska organizacija iz rimokatolicizma“. Zvanično je osnovana u gradu Taj Nin u južnom Vijetnamu 1926. godine.
Pun naziv religije je vij.  (Velika vera [za] Treće univerzalno iskupljenje).
Pristalice se bave praksama kao što su molitva, poštovanje predaka, nenasilje i vegetarijanstvo sa ciljem sjedinjenja sa Bogom i oslobođenja od samsare. Procene o broju kaodaista u Vijetnamu variraju; Vladine brojke procenjuju 4,4 miliona kaodaista povezanih sa Svetom stolicom Kao Đaj Taj Nin, a broj se povećava i do 6 miliona ako se dodaju drugi ogranci. Ujedinjene nacije su pronašle oko 2,5 miliona sledbenika Cao Daja u Vijetnamu prema podacima iz januara 2015. godine. Dodatni broj pristalica u desetinama hiljada, prvenstveno etničkih Vijetnamaca, živi u Severnoj Americi, Kambodži, Evropi i Australiji kao deo kaodajske dijaspore.

## Literatura
- Biederman, Patricia Ward (2006-01-07). „Cao Dai fuses great faiths of the world”. The Los Angeles Times. Архивирано из оригинала 22. 12. 2014. г. Приступљено 7. 12. 2014.
- Carrasco, David; Warmind, Morten; Hawley, John Stratton; Reynolds, Frank; Giarardot, Norman; Neusner, Jacob; Pelikan, Jaroslav; Campo, Juan; Penner, Hans;  . (Authors) (1999). Merriam-Webster's Encyclopedia of World Religions (на језику: енглески). Edited by Wendy Doniger. United States: Merriam-Webster. стр. 140. ISBN 9780877790440.
- Eller, Jack David (2014). Introducing Anthropology of Religion: Culture to the Ultimate. Routledge. ISBN 9781317579144.
- Hoskins (a), Janet Alison (2012). What Are Vietnam's Indigenous Religions? (PDF) (Извештај). Center for Southeast Asian Studies, Kyoto University. стр. 4—6. Архивирано (PDF) из оригинала 3. 3. 2016. г. Приступљено 2. 3. 2014.
- Hoskins (b), Janet Alison (2012). "God's Chosen People": Race, Religion and Anti-Colonial Struggle in French Indochina (Извештај). Asia Research Institute of the National University of Singapore. Архивирано из оригинала 10. 5. 2022. г. Приступљено 4. 12. 2017.
- Hoskins, Janet Alison (2015). The Divine Eye and the Diaspora: Vietnamese syncretism becomes transpacific Caodaism. Honolulu: University of Hawaii Press. ISBN 978-0-824-85140-8.
- Hộ-Pháp Phạm Công Tắc. Divine Path to Eternal Life. Sydney Centre for Studies in Caodaism (Извештај). Архивирано из оригинала 12. 8. 2015. г. Приступљено 18. 7. 2015.
- „Press Statement on the visit to the Socialist Republic of Viet Nam by the Special Rapporteur on freedom of religion or belief”. Office of the United Nations High Commissioner for Human Rights (Саопштење). Hanoi, Viet Nam. 2014-07-31. Архивирано из оригинала 10. 10. 2017. г. Приступљено 17. 7. 2015.
- Oliver, Victor L. (1976). Caodai Spiritism: A Study of Religion in Vietnamese Society. BRILL. ISBN 9789004045477. Архивирано из оригинала 14. 4. 2023. г. Приступљено 2. 10. 2020.
- Cao Dai Rituals. Sydney Centre for Studies in Caodaism (c) (Извештај). Архивирано из оригинала 12. 8. 2015. г. Приступљено 18. 7. 2015.
- „Caodaism in a nutshell”, Sydney Centre for Studies in Caodaism (a), Архивирано из оригинала 26. 12. 2018. г., Приступљено 17. 7. 2015
- KINH THIÊN-ĐẠO & THẾ-ĐẠO. Sydney Centre for Studies in Caodaism (d) (Извештај) (на језику: вијетнамски). Архивирано из оригинала 24. 8. 2015. г. Приступљено 18. 7. 2015.
- Structure of CaoDai Religion. Sydney Centre for Studies in Caodaism (Извештај). Архивирано из оригинала 21. 7. 2015. г. Приступљено 18. 7. 2015.
- The New Canonical Codes. Sydney Centre for Studies in Caodaism (Извештај). Архивирано из оригинала 23. 9. 2015. г. Приступљено 17. 7. 2015.
- The outline of Caodaism. Sydney Centre for Studies in Caodaism (b) (Извештај). Архивирано из оригинала 26. 12. 2018. г. Приступљено 17. 7. 2015.
- Tâm, Đào Công (1996-11-08). The Religious Constitution of Cao Đài Religion. Sydney Centre for Studies in Caodaism (Извештај). University of Sydney. Архивирано из оригинала 12. 8. 2015. г. Приступљено 18. 7. 2015.
- Tam, Dao (2000). Understanding Caodaism in 10 minutes (Извештај). University of Sydney. Архивирано из оригинала 2009-09-21. г.
- „Vietnam Timeline 1955”. VietnamGear.com. Архивирано из оригинала 3. 7. 2015. г. Приступљено 18. 7. 2015.
- Hoskins, Janet Alison. „Caodaism”. World Religion and Spirituality. 0037768610375520. Архивирано из оригинала 29. 4. 2018. г. Приступљено 10. 8. 2017 — преко wrldrels.org.
- Jammes, Jeremy (2014). Les Oracles du Cao Dai: Étude d'un mouvement religieux vietnamien et de ses réseaux. Paris: Les Indes Savantes. ISBN 978-2-84654-351-4.
- „Vietnam”. International Religious Freedom Report 2005. Bureau of Democracy, Human Rights, and Labor (Извештај). U.S. Department of State. 30. 6. 2005. Архивирано из оригинала 13. 1. 2012. г. Приступљено 19. 5. 2010.
- Cao Dai Overseas Missionary (7. 1. 2008). „Cao Dai FAQ”. caodai.net. Архивирано из оригинала 15. 8. 2011. г.
- Blagov, Sergei (2012). Caodaism: Vietnamese Traditionalism and Its Leap Into Modernity.. Nova Science Publishers. Blagov, Serguei A. (2001). Caodaism: Vietnamese Traditionalism and Its Leap into Modernity. Nova Publishers. ISBN 1590331508.
- Goossaert, Vincent; Palmer, David A (2011). The Religious Question in Modern China.. University of Chicago Press. Goossaert, Vincent; Palmer, David A. (22. 10. 2012). The Religious Question in Modern China. University of Chicago Press. ISBN 978-0226005331.
- Jammes, Jérémy (2010). „Divination and Politics in Southern Vietnam: Roots of Caodaism”. Social Compass. 57 (3): 357—371. S2CID 144754326. doi:10.1177/0037768610375520.
- Werner, Jayne (1981). Peasant Politics and Religious Sectarianism: Peasant and Priest in the Cao Dai in Viet Nam. New Haven: Yale University Southeast Asian Studies. ISBN 978-0-938692-07-2.

## Spoljašnje veze
- Official website of the Tay Ninh Holy See
- CAODAI
- Caodai de l’Europe Архивирано на веб-сајту  (10. септембар 2022)
- Caodaist French Resources
- Cao Dai Library in Sydney (Multilingual)
- Cao Dai Library in English
- Cao Dai Ebooks in PDF, Kindle, Nook formats
- Caodaist Overseas Missionary
- Hội Văn Hóa Cao Đài – Caodaist Cultural Association, Australia